# Капелла Медичи
Капелла Медичи (итал. Cappelle Medicee) — мемориальная капелла, усыпальница рода Медичи при флорентийской церкви Сан-Лоренцо. Её скульптурное убранство входит в число наиболее грандиозных достижений искусства эпохи Высокого Возрождения в лице выдающегося художника, архитектора и скульптора Микеланджело Буонарроти.

## История семейной усыпальницы

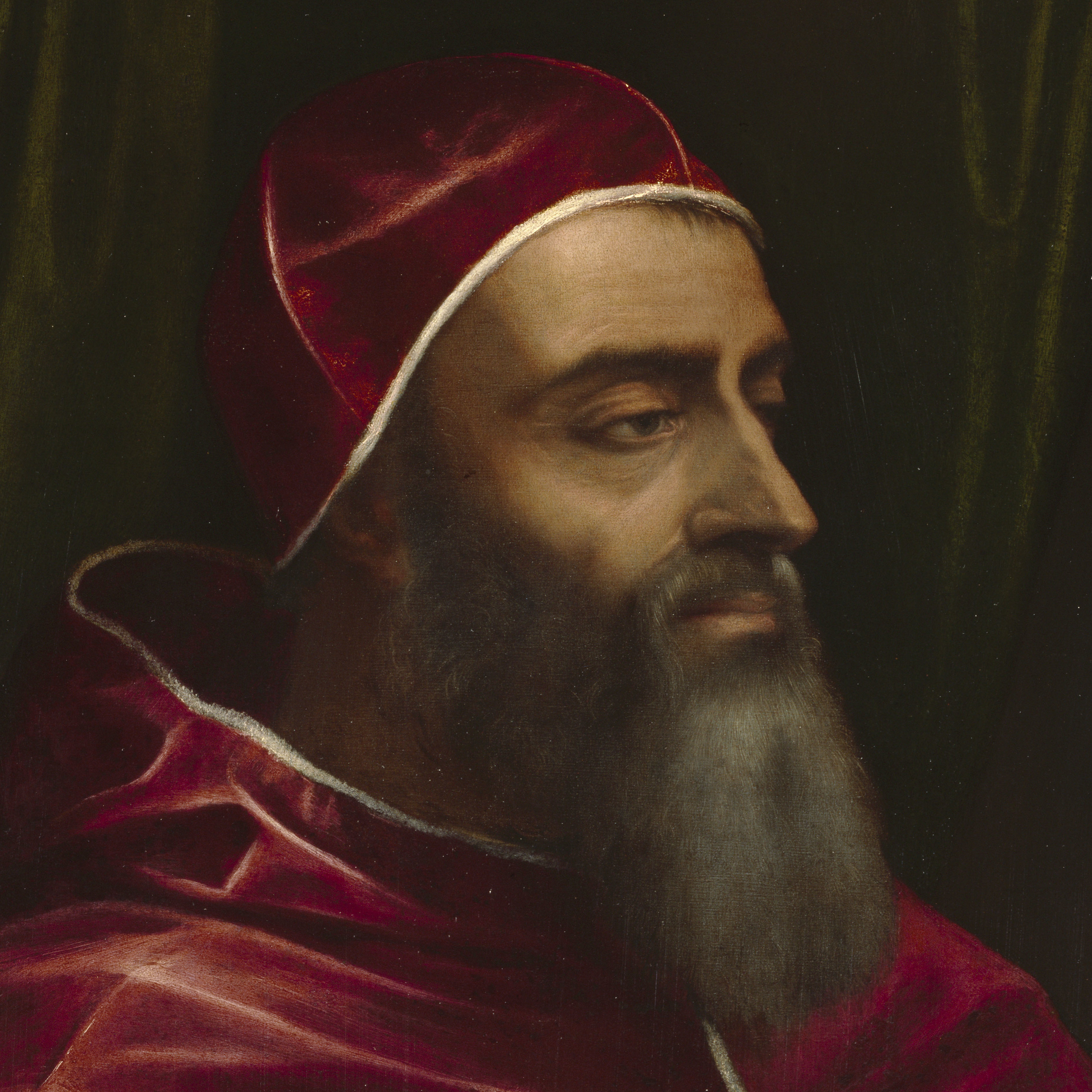
Папа римский Климент VII (Джулио Медичи)

В 1429 году в сакристии (ризнице) Сан-Лоренцо, ныне известной как «Старая сакристия» (Sagrestia Vecchia) проводили торжественные похороны Джованни де Медичи, банкира и благотворителя города. В 1464 году скончался Козимо Медичи Старший, сын Джованни, первый единоличный правитель Флоренции. Он был похоронен в подземном склепе под центральным алтарем базилики Сан-Лоренцо. С тех пор церковь Сан-Лоренцо стала местом захоронения членов семьи Медичи: традиция, которая продолжалась, за некоторыми исключениями, до окончания власти этой выдающейся семьи.
В 1520 году Джулио Медичи (будущий папа римский Климент VII) заказал Микеланджело строительство новой усыпальницы (итал.  Sagrestia Nuova). Микеланджело прибыл во Флоренцию ещё в 1514 году, поскольку папа римский Лев Х Медичи повелел ему создать фасад церкви Сан-Лоренцо, семейного храма Медичи, который с XI века стоял без облицовки. Этот фасад должен был стать «зеркалом всей Италии», воплощением лучших черт мастерства итальянских художников и свидетелем могущества рода Медичи. Но долгие месяцы раздумий, разные проектные решения, пребывание самого Микеланджело в мраморных карьерах Каррары оказались напрасными. На реализацию грандиозного фасада не хватило денег, а после смерти папы проект и вовсе был отложен. Чтобы не оттолкнуть от семьи амбициозного художника, кардинал Джулио Медичи поручил ему не доделывать фасад, а создать новую капеллу при той же церкви Сан-Лоренцо. Работы над ней начались в 1519 году, но не были закончены, поскольку Микеланджело покинул Флоренцию в 1534 году.
Работа над Капеллой Медичи растянулась на пятнадцать лет (1519—1535) и не принесла художнику удовлетворения, поскольку полностью реализовать замысел не удалось. Испортились и его отношения с семьей Медичи. В 1527 году республикански настроенные флорентийцы восстали и изгнали из города всех Медичи. Работа над капеллой прекратилась. Микеланджело стал на сторону жителей родного города, что значительно осложнило его отношения с папской курией.
В 1529 году Флоренцию осадили войска объединённых армий папы римского Климента VII (в миру — Джулио Медичи) и германского императора Карла V. Восставшие флорентийцы назначили Микеланджело руководителем возведения всех фортификационных сооружений. Город был взят в 1531 году, и власть Медичи во Флоренции была восстановлена. Микеланджело заставили продолжить работу в капелле.

## Архитектура Новой сакристии
По проекту Микеланджело на восточной стороне трансепта, симметрично к расположенной с западной стороны Старой Сакристии, была пристроена Новая Сакристия (итал.  Sagrestia Nuova ). Она представляет собой небольшое прямоугольное в плане помещение 12 на 28 метров и связано с церковью узким коридором. Имеет окна в верхней части и перекрыто куполом на невысоком барабане. Заканчивая проект купола сакристии, Микеланджело в письме папе Клименту VII (ноябрь 1524 г.) сообщал об идее шара, венчающего небольшую лантерну (фонарь): «Я задумал сделать его гранёным, в отличие от других». Декларация, отражающая полную свободу творчества: главное сделать так, как ещё никто не делал.
Интерьер этого выдающегося памятника отражает поздний стиль великого мастера. Она обращает на себя внимание прежде всего необычным цветовым решением: светлые стены с известковой побелкой и выделение ордерных элементов матово-серым камнем «пьетра-серена» (итал. pietra serena — светлый камень), разновидностью песчаника, любимым материалом архитекторов Тосканского Возрождения, всё это контрастирует с тёплым, тёмно-золотистым (телесным) цветом мрамора скульптур.
Композиция надгробных памятников к тому времени, когда к этой теме обратился Микеланджело, прошла длительную эволюцию: от античных мавзолеев и кенотафов к монументальным сооружениям эпохи эллинизма и к архитектурно-скульптурным табернаклям (обычно пристенным) в нефах и капеллах христианских церквей.

## Композиции скульптур
Согласно заданию капелла должна была включать четыре надгробия: Лоренцо Медичи Великолепного, его брата Джулиано Медичи, убитого в 1478 году во время заговора Пацци, Лоренцо, герцога Урбинского (внука Лоренцо Великолепного) и Джулиано, герцога Немурского (третьего сына Лоренцо Великолепного). В 1524 году к этим надгробиям предполагалось добавить ещё два: папы Льва Х, скончавшегося в 1521 году, и кардинала Джулиано Медичи (незаконного сына Джулиано Медичи Старшего), ставшего папой Климентом VII в 1523 году. В результате поиска многих вариантов, включавших проекты двойных гробниц, установленных посередине капеллы, Микеланджело пришёл к традиционной схеме боковых, пристенных монументов, украсив надгробия скульптурами, а люнеты над ними — фресками. Капелла должна была превратиться в триумфальный зал, который бы вмещал прах всех главных представителей могущественной семьи. Но и в этом традиционном варианте гениальный художник «создал неоднозначную композицию, до сих пор приводящую в недоумение исследователей и знатоков».
«Для Микеланджело, — писал М. Дворжак, — ситуация никогда не выглядела столь просто… Как ни странно, но Микеланджело воздвиг лишь гробницы самых незначительных представителей династии — герцога Немурского и герцога Урбинского. Можно было бы предположить, что его, скорее, привлекла бы мысль о создании памятников Лоренцо Великолепному и Льву X, бывшим самыми большими его покровителями и к тому же людьми выдающимися… но им овладела определённая идея». Когда оба надгробия были готовы, «повторялась старая история: выполнение остальных постоянно откладывалось до тех пор, пока от них не отказались вовсе».
Необычность композиции, созданной Микеланджело, заключается, прежде всего в том, что архитектура оказалась не главной, она выполняет функцию обрамления скульптур. Двери, ведущие в капеллу, находятся в углах помещения, поэтому в нём для входящего отсутствует главное направление. В капелле, как положено, имеется алтарная ниша, но она осталась пустой, а алтарный образ — статуя Мадонны с Младенцем — перенесён на противоположную сторону.
Статуи герцогов помещены в ниши, расположенные на противоположных стенах. Художник не стал делать портреты. Он создал образы герцогов Лоренцо и Джулиано в качестве воплощения обобщённых идей, популярных аллегорий в искусстве эпохи Возрождения — характеров действенного и созерцательного. К тому же фигура Джулиано (с жезлом полководца) по настроению более соответствует характеру герцога Лоренцо, и наоборот: в образе Лоренцо заметны черты Джулиано. Причём усопшие, вопреки традиции, показаны живыми, сидящими в задумчивых позах. Имена статуй были перепутаны в 1553 году, и это осталось незамеченным, поскольку не имеет существенного значения. Надписи отсутствуют. Сам Микеланджело называл обе фигуры просто «полководцами» (capitani).
Справа от входа расположена гробница под условным названием «Джулиано Медичи» с аллегорическими фигурами «Ночь» и «День» на саркофагах; слева — «Лоренцо Медичи» с аллегорическими фигурами «Утро» и «Вечер». Скульптуры надгробий — олицетворения времени и быстротечности жизни — буквально скользят в неудобных позах на пологих крышках саркофагов (cassoni), как бы символизируя неустойчивость и иллюзорность бытия. Главный персонаж восседает над ними, но не господствует, как принято в подобных монументах, поскольку его фигура заглублена в нишу стены. Целостность фронтального плана композиции (все фигуры строго вписаны в треугольник) сочетается с пространственной пластикой фигур. Тщательно продуманный диссонанс создаёт ощущения тревоги, неясности и напряжения. Внизу у подножия саркофагов, предполагалось поместить по две аллегорические полулежащие фигуры, олицетворяющие «потоки времени» (fiumi), их часто неверно называют «реками».
Образы аллегорических фигур также даны Микеланджело в инверсии: «Ночь» пробуждается из забытья, «День» в него погружается, у «Вечера» заметна смертельная усталость, а «Утро» сковано тяжестью. Фигуры герцогов даны в контрапостах (пересекающихся направлениях движений), головы аллегорических статуй пересекают карнизы, а фигуры всем своим видом диссонируют с архитектоническими обрамлениями. Предполагается, что фигуры «Утра» и «Вечера» символизируют сроки человеческой жизни, а «Ночи» и «Дня» — текучесть времени, независимую от воли человека. Существует также предположение, что Микеланджело специально поменял характеры изображённых им герцогов, чтобы смягчая контраст выполненных в разное время фигур, достичь единства настроения.
Позднее в капелле были похоронены Лоренцо Великолепный и его брат Джулиано. На саркофаге Джулиано расположены скульптуры: Мадонна с Младенцем и покровители семьи Медичи — Святые Косма и Дамиан. Фигуры Космы и Дамиана сделали скульпторы-помощники: Монторсоли и Раффаэлло да Монтелупо. Над надгробием Джулиано путти в проекте держали большие раковины, а в люнете планировалась фреска «Воскресение Христа».
Над надгробием Лоренцо планировали разместить гирлянды, доспехи и четыре декоративные фигурки «скорчившихся мальчиков» (похожая фигурка видна на подготовительном рисунке из собрания Британского музея). Осуществлена, но не закончена, была одна фигурка. Позднее она будет продана в Англию. Из собрания Лайд Брауна в 1785 году её приобретёт для собственной коллекции российская императрица Екатерина II. Ныне она экспонируется в петербургском Эрмитаже. Однако принадлежность этого произведения к проекту Капеллы Медичи оспаривается многими специалистами, скорее всего фигурка была создана скульптором независимо от проекта во Флоренции.
Многое оказалось неосуществлённым. Однако, несмотря на все изменения, основной замысел остался неизменным: зеркальность скульптурных композиций. «Микеланджело превратил гробницы с одиночными саркофагами в двойные… Каждая из гробниц увенчана собирательным образом, в одном из них слились оба Джулиано, в другом — оба Лоренцо Медичи». Микеланджело, не закончив даже основные скульптуры, в 1534 году навсегда покинул Флоренцию, перебрался в Рим, где работал до конца жизни. Капеллу завершали помощники и установили на соответствующие места недоработанные скульптуры.

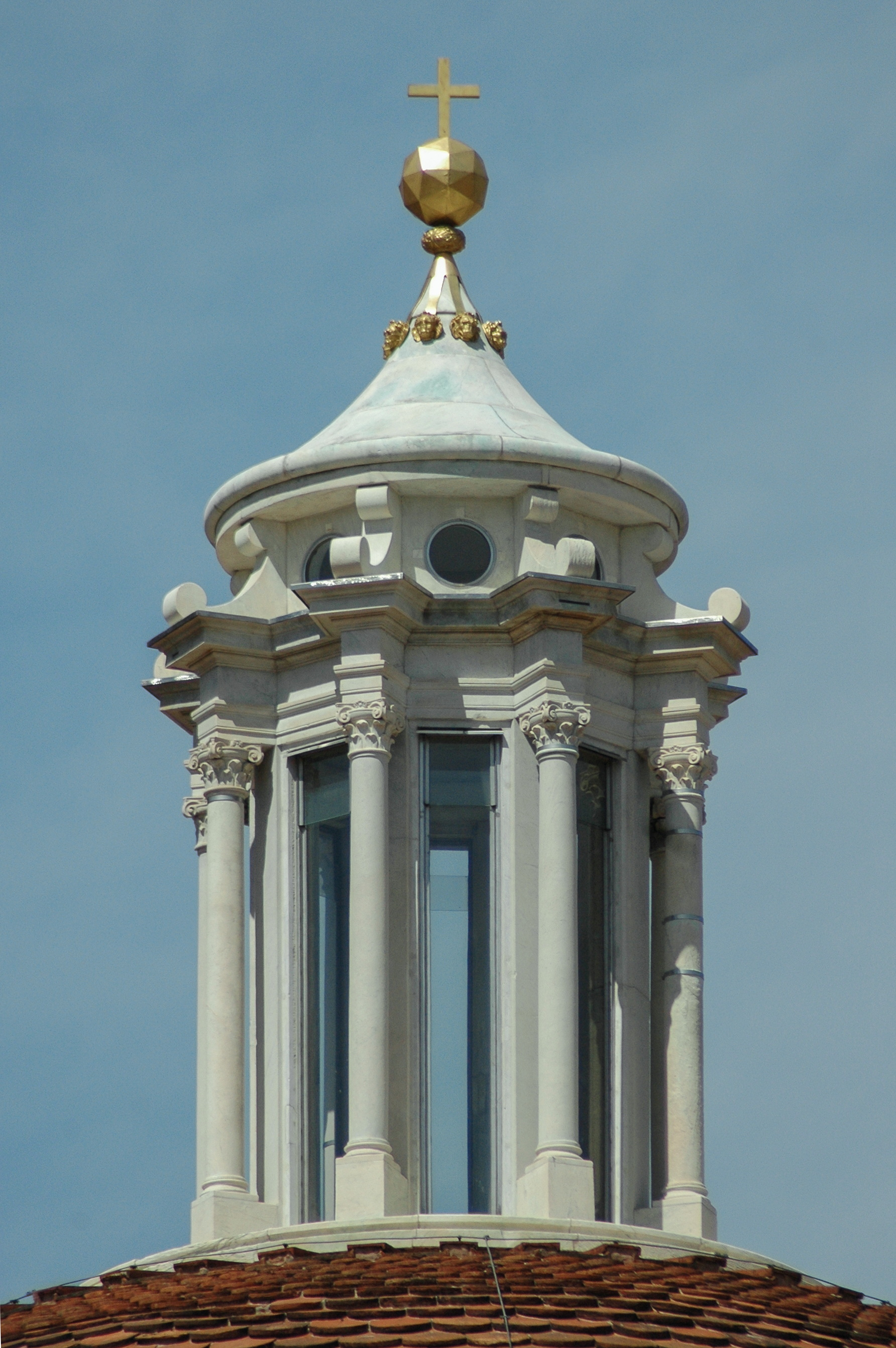
Навершие купола Новой сакристии
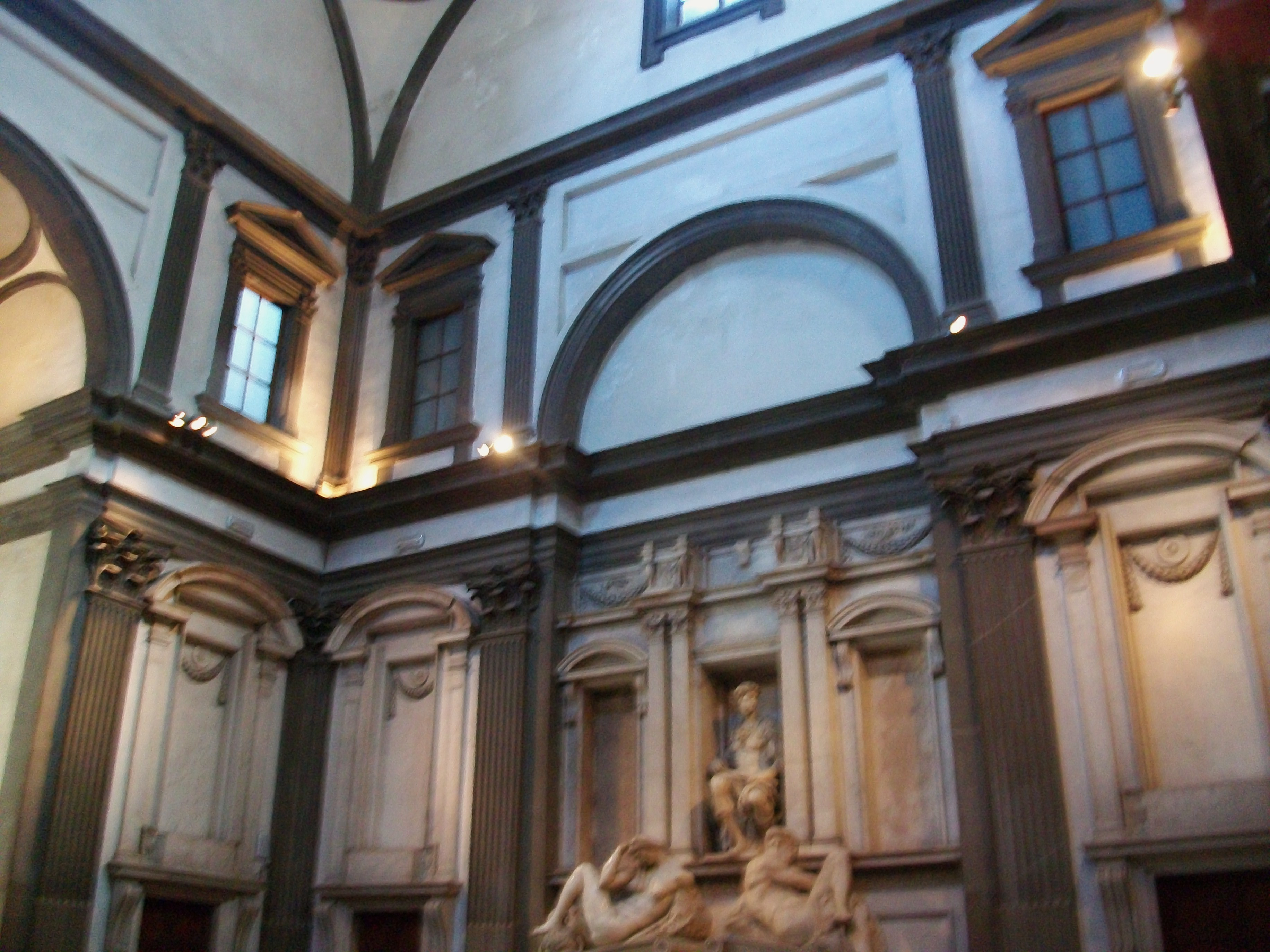
Интерьер капеллы
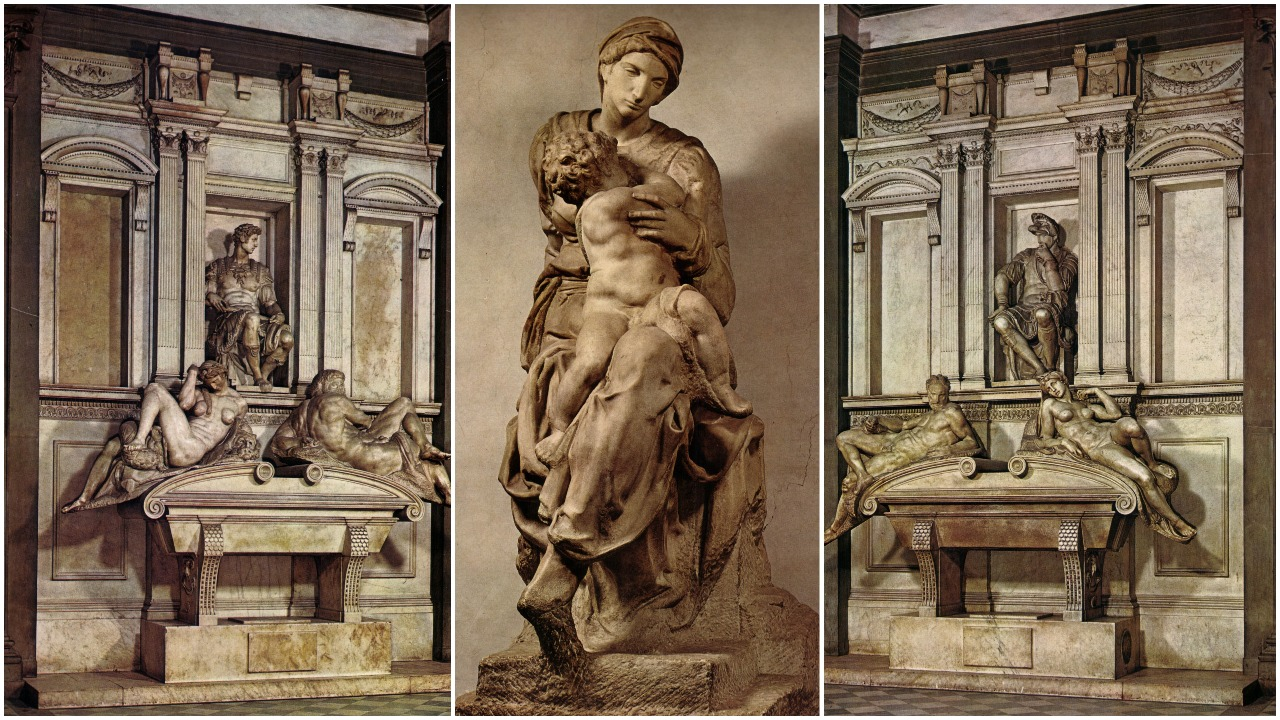
Скульптуры Капеллы Медичи
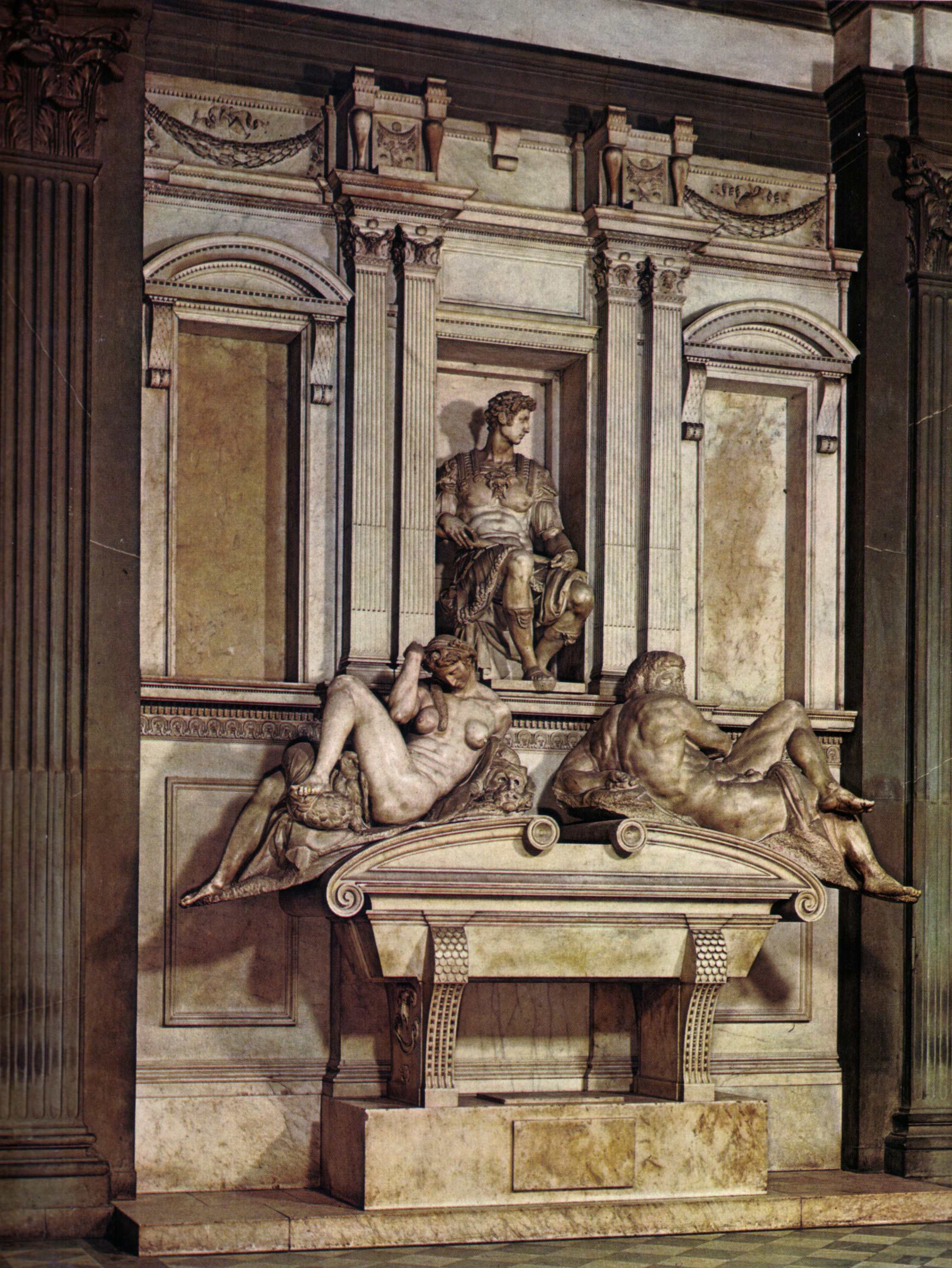
Надгробие Джулиано Медичи, герцога Немурского
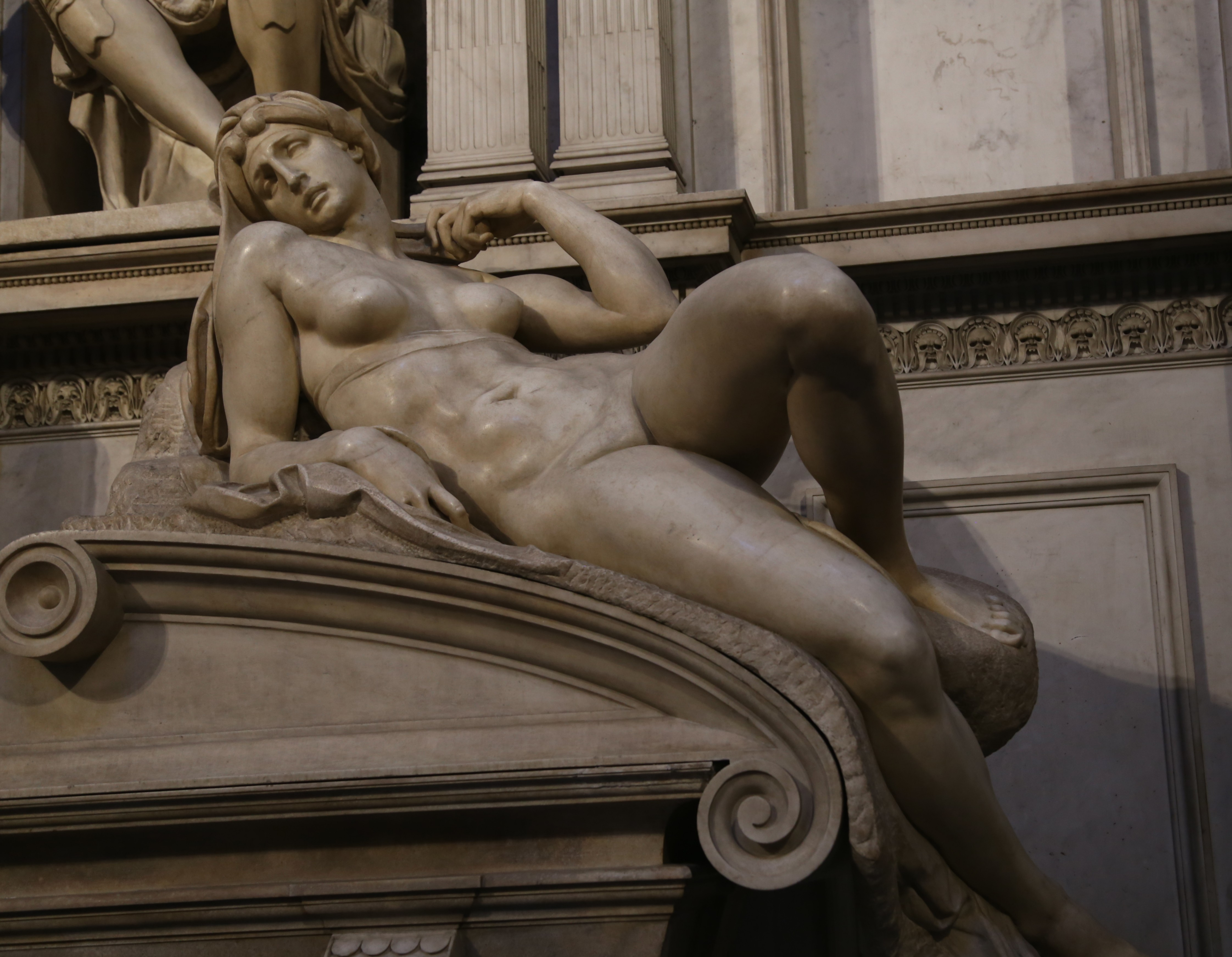
«Утро» (Аврора). Надгробие Лоренцо Медичи
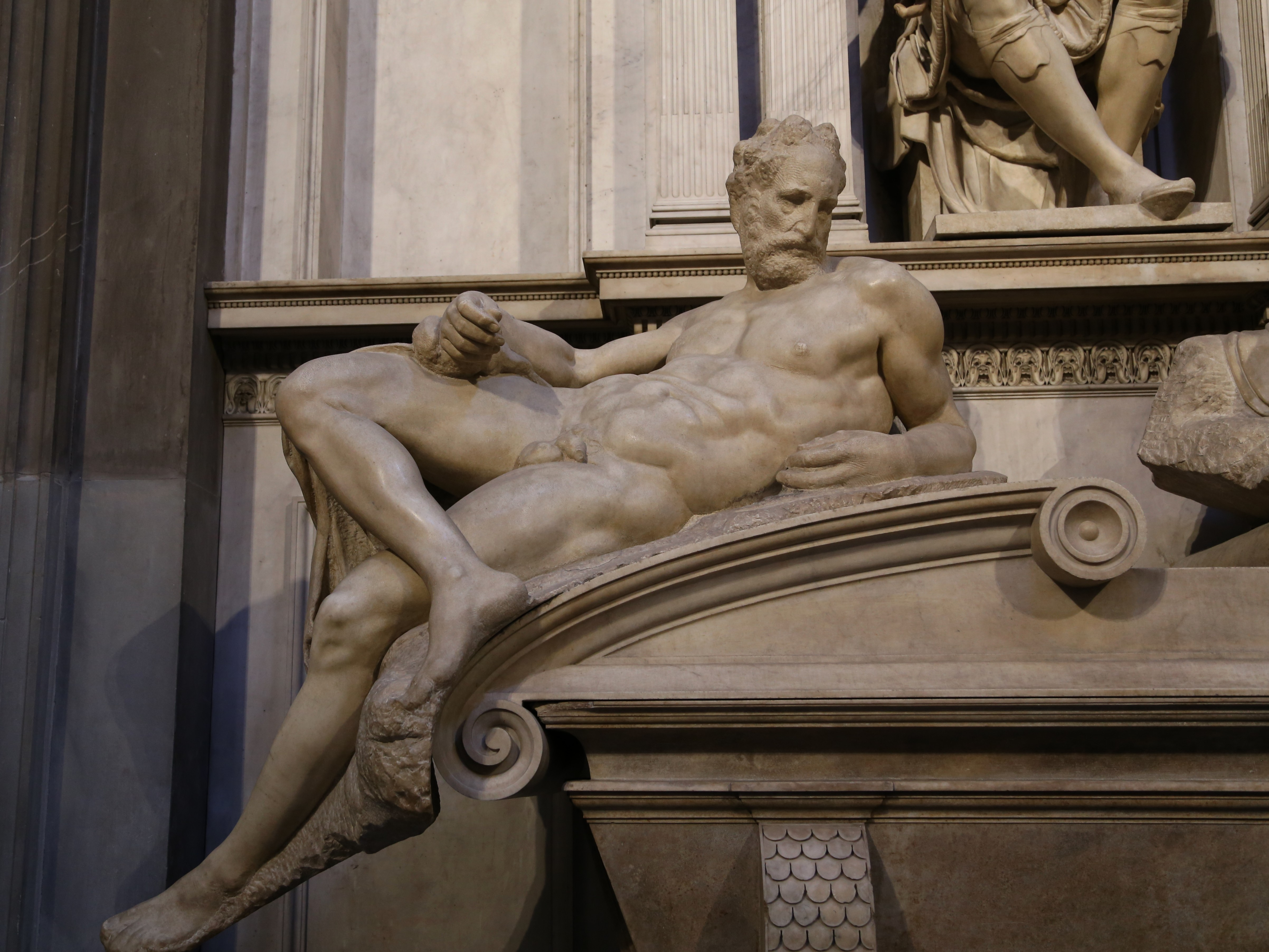
«Вечер». Надгробие Лоренцо Медичи
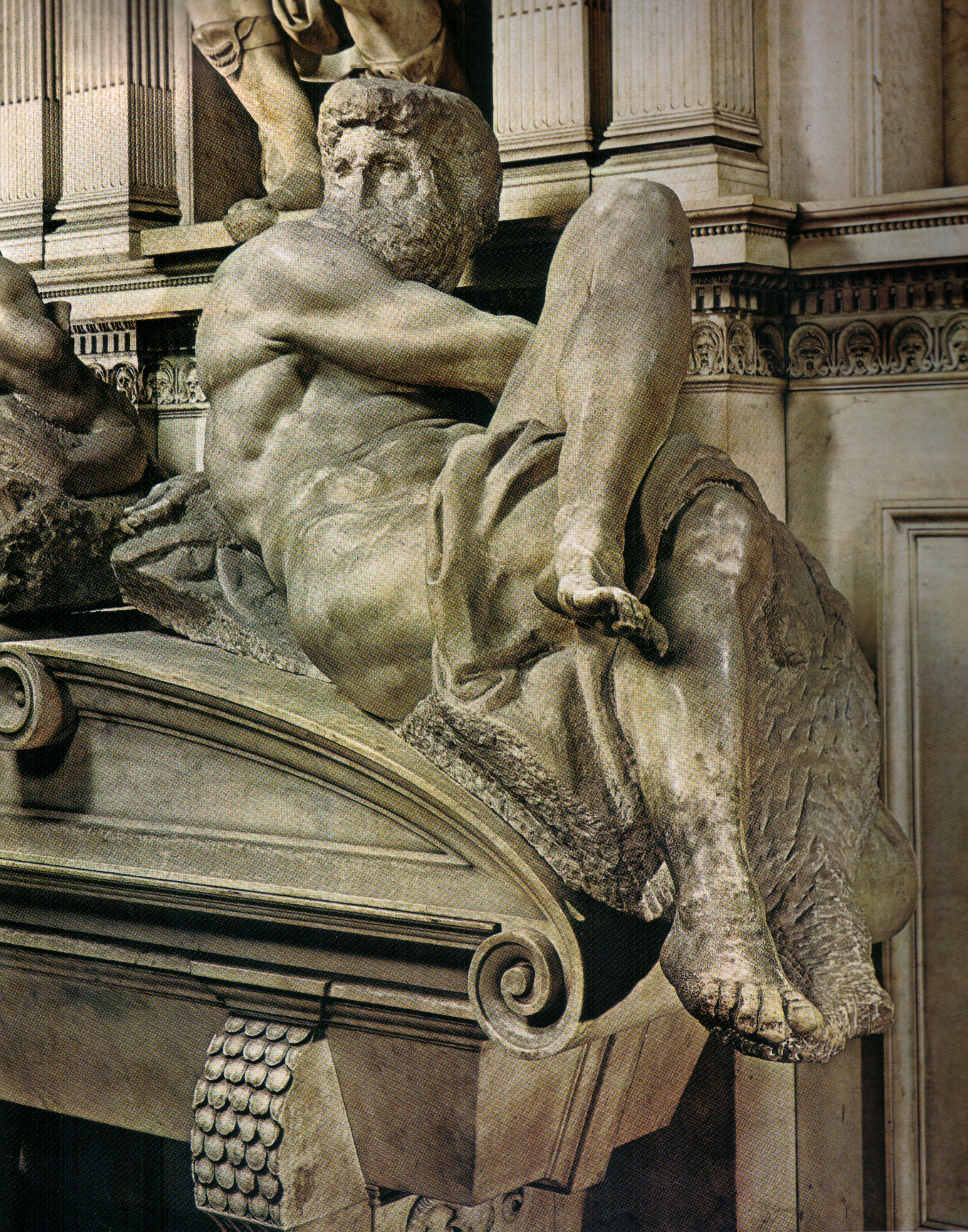
«День». Надгробие Джулиано Медичи
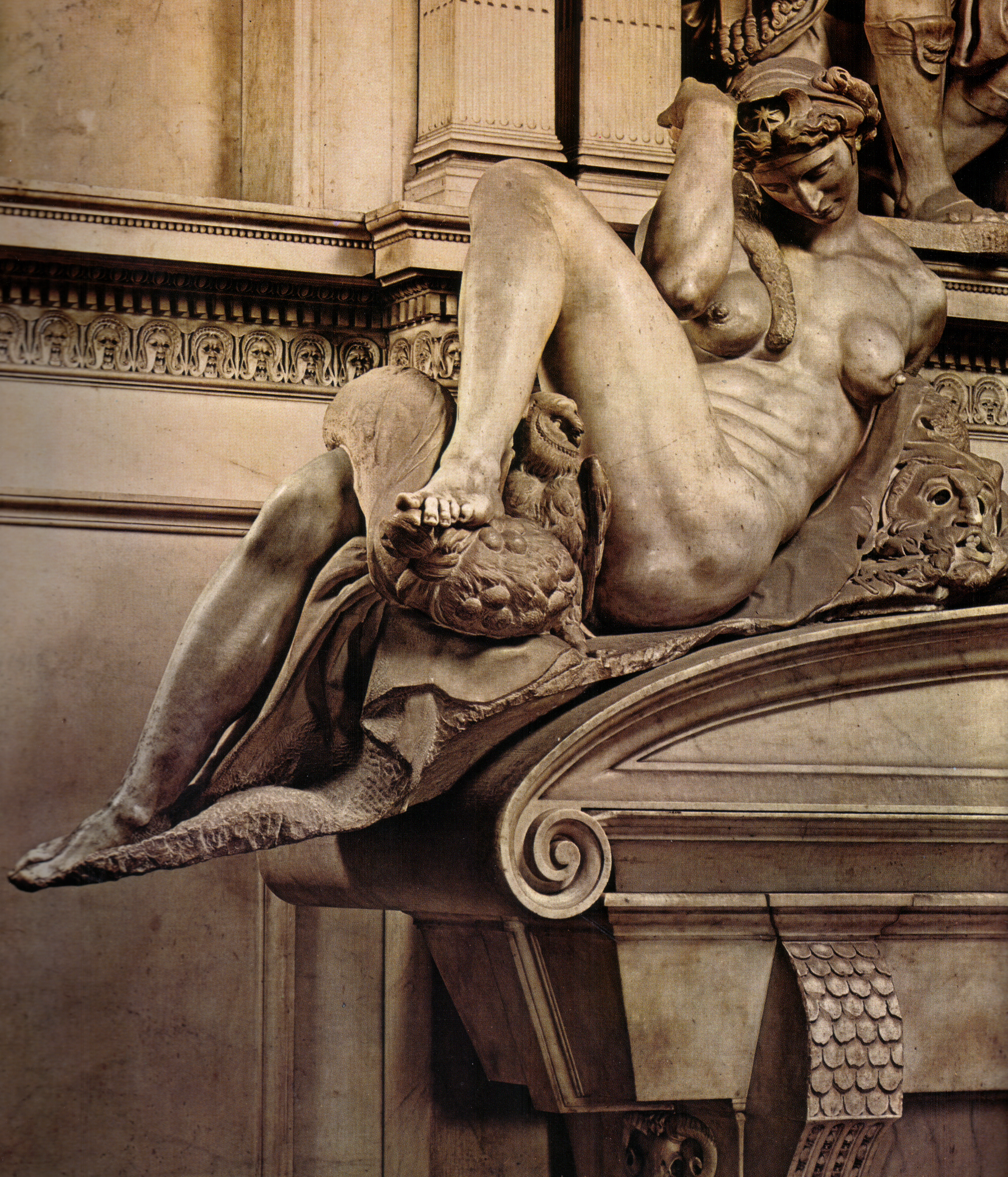
«Ночь». Надгробие Джулиано Медичи
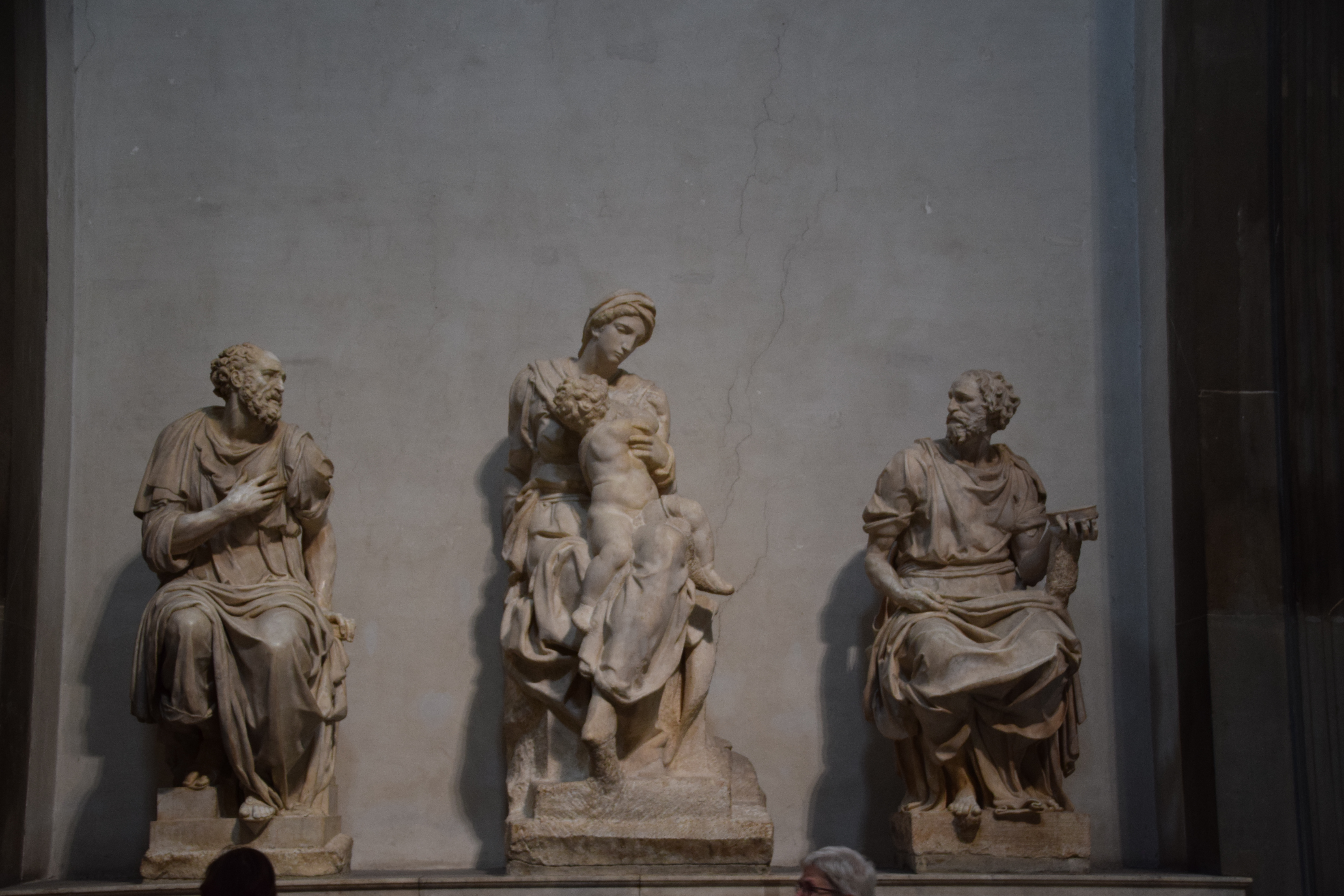
Мадонна Медичи со святыми Космой и Дамианом
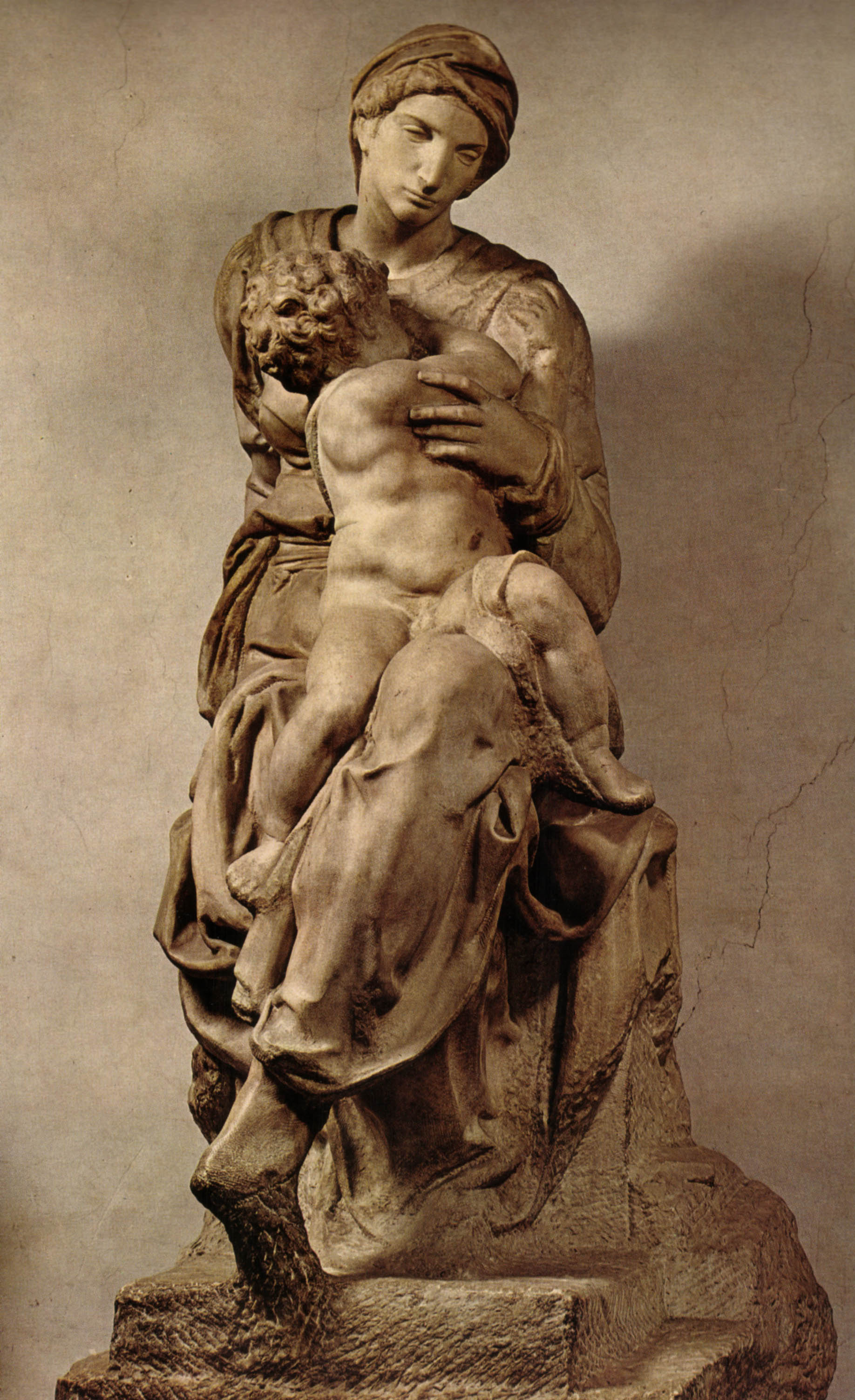
Мадонна Медичи
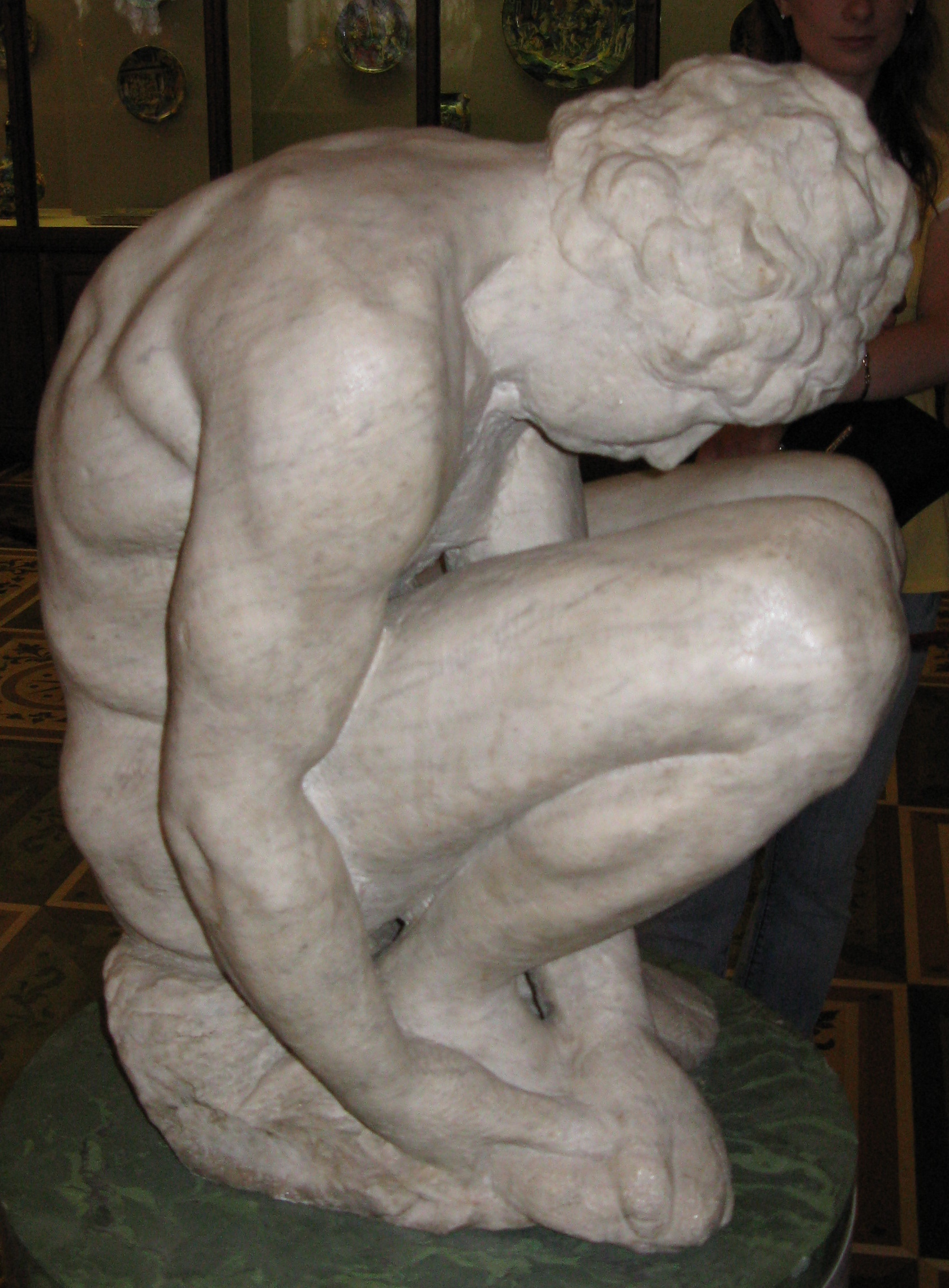
Скульптура «Скорчившийся мальчик». Эрмитаж, Санкт-Петербург

## Тайная комната Микеланджело
В 1975 года директор капеллы Паоло Даль Поджетто обнаружил под шкафом люк в подвальную комнату длиной 10 метров и шириной 3 метра, стены которой разрисованы набросками углём и мелом, предположительно принадлежащими руке Микеланджело. Десятки рисунков схожи с его работами в Сикстинской капелле и фамильной усыпальнице Медичи, а также напоминают изображение Леды и лебедя с его картины и статую Давида. Специалисты считают, что итальянский мастер провёл в тайной комнате около двух месяцев в 1530 году, избегая смертного приговора, вынесенного папой Климентом VII в связи с его конфликтом с Медичи.
Комната впервые была открыта для посещения 15 ноября 2023 года. Для сохранения помещения и рисунков введено ограничение на количество посетителей (до четырёх человек одновременно) и время осмотра (не более 15 минут).